# Wolfrace Sonic
La Wolfrace Sonic est une voiture à  6 roues construite en 1982 à 1 seul exemplaire.